# 女神の説示
『女神の説示』（めがみのせつじ、Charge of the Goddess）は、ウイッカやネオペイガニズムの宗教で多用される霊的典礼文。
『説示』は、女神が教え導く全ての魔女たちを対象とした契約が書かれている。それは「おそらくネオペイガニズムにおける最も重要な単一の神学的文書」と呼ばれてきた。『説示』にはいくつかの版が存在するが、それらは全て女神によって崇拝者に与えられた命令という共通の前提を持っている。最もよく知られている版は、ジェラルド・ガードナーによって編纂されたものである。